# Les États multiples de l'être
Les États multiples de l'être  est un livre de René Guénon paru en 1932. Dans cet ouvrage l'auteur explique comment peut être conçu l'« être total ». Être total pour lequel l'« état humain » n'est qu'un état parmi une infinité d'autres qu'il aura à connaître avant de parvenir à la « liberté totale ». La « théorie des états multiples de l'être » est une donnée fondamentale de l'exposé de René Guénon, la plupart de ses autres ouvrages y font référence.

## Contenu

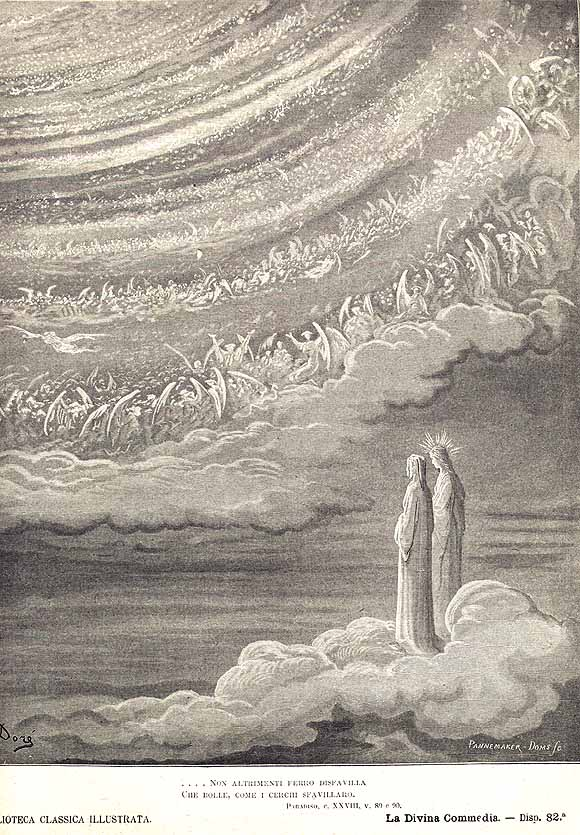
Dante et Béatrice contemplant la partie la plus élevée du Ciel au Paradis. Guénon prétend dans L'Ésotérisme de Dante que le Florentin fut un initié et les différentes étapes de la Divine comédie représentent les étapes du chemin initiatique.

Guénon écrivit au début de L'homme et son devenir selon le Vêdânta, que ce livre constituait le commencement d'une série d'études prenant comme « point de vue central les doctrines hindoues ». Cette série correspond aux trois livres les plus importants de Guénon sur la métaphysique : L'Homme et son devenir selon le Vêdânta,  Le Symbolisme de la Croix et Les États multiples de l'être,,. L'essentiel de ces trois livres a été rédigé bien avant leur publication (entre 1910 et 1915),.
Alors que L'Homme et son devenir selon le Vêdânta se présentait comme un commentaire de texte d'Adi Shankara, Le Symbolisme de la Croix introduisait « en conjonction avec les données [de] l'Hindouisme  » de nombreuses références aux « traditions sémitiques  ».  Les États multiples de l'être comportent très peu de citations et références : comme l'écrivit Paul Chacornac, cet ouvrage est un pur discours « guénonien » sur la métaphysique,. Guénon utilise des termes modernes, en particulier de la philosophie scolastique. Certains termes comme le « Non-Être » (inspiré du taoïsme) avaient été forgés lors de ses correspondances avec les néo-thomistes  
Noëlle Maurice-Denis, la fille du peintre Maurice Denis, et Jacques Maritain pendant la période 1916-1921.
Guénon commença de façon inhabituellement solennelle, présentant la théorie des états multiples de l'être « comme tout à fait fondamentale » soulignant ainsi l'aspect central de cet ouvrage dans son œuvre.  Il introduisit ensuite la notion présentée comme la plus primordiale de toutes : l'« Infini »,. L'« Infini » est le « Principe » ultime, véritablement sans limites,. Il ne faut surtout pas se le représenter comme un ensemble fait de parties. Tout ce qui est désigné comme l'« infini mathématique » est sans commune mesure avec cet « Infini » : on devrait appeler l'infini mathématique, qui n'est qu'une extension quantitative ou spatiale du fini, l'indéfini. Bien que ce « Principe » ultime soit sans aspects, on peut dire, de notre point de vue, que l'« Infini » représente l'aspect actif de ce « Principe », l'aspect passif correspondant à la « Possibilité universelle » contenant tous les possibilités particulières. 
Guénon reprend ensuite la distinction entre l'« Être », principe de la manifestation, c'est-à-dire de toutes les possibilités de manifestation en tant qu'elles se manifestent et du « Non-Être », contenant toutes les possibilités de manifestation en tant qu'elles ne se manifestent pas et toutes les possibilités de non-manifestation,,,. Le manifesté est le domaine du transitoire et du conditionné, le non-manifesté  est, au contraire, absolument permanent et inconditionné. Le «  Non-Être» n'a rien à voir avec le néant, il est même le plus important en métaphysique car il comprend l'inexprimable, c'est le « Zéro métaphysique » : Guénon donne comme exemple de possibilités de non-manifestation le silence ou le vide,. Le manifesté tire toute sa réalité du non-manifesté. Tout ce qui existe, l'« Existence » (ou la manifestation) provient de l'« Être ».  L'«  Être » est  l'« Unité », c'est l'« Un » de la métaphysique : c'est la première détermination du « Principe ultime » mais ne reçoit sa détermination que de lui-même,,. Il en découle qu'il y a unicité de l'existence (tout est lié dans le monde de la manifestation), mais l'existence comporte une multiplicité indéfinie de degrés sous une forme hiérarchisée,. Le Non-Être bien qu'étant plus que l'Être et incluant ce dernier n'est pas le « Principe ultime » (l’« Infini ») qui est le « Principe » des deux avant toute détermination.
Tout cela peut être résumé de la façon suivante : il y a non-dualité du « Principe », unité de l'«  Être » et unicité de l'« Existence ». De cela découle, d'après Guénon, la théorie des états multiples de l'être qui fonde la possibilité de la réalisation spirituelle : si l'on envisage un être dans sa totalité, il devra comporter, au moins virtuellement, des états de manifestation sur l'ensemble des degrés de l'« Existence » ainsi que des états de non-manifestation d'où il tire sa réalité et sa permanence, son essence ultime étant le « Principe »,. Si ce n'était pas le cas, ce ne serait pas un être mais simplement un fragment séparé artificiellement. Un état d'un être, par exemple l'individualité humaine, n'est qu'un état très spécifique, transitoire, d'un être qui possède, au moins virtuellement, des états de manifestation sur l'ensemble des degrés de l'« Existence », et des états de non-manifestation dans le « Non-Être ».

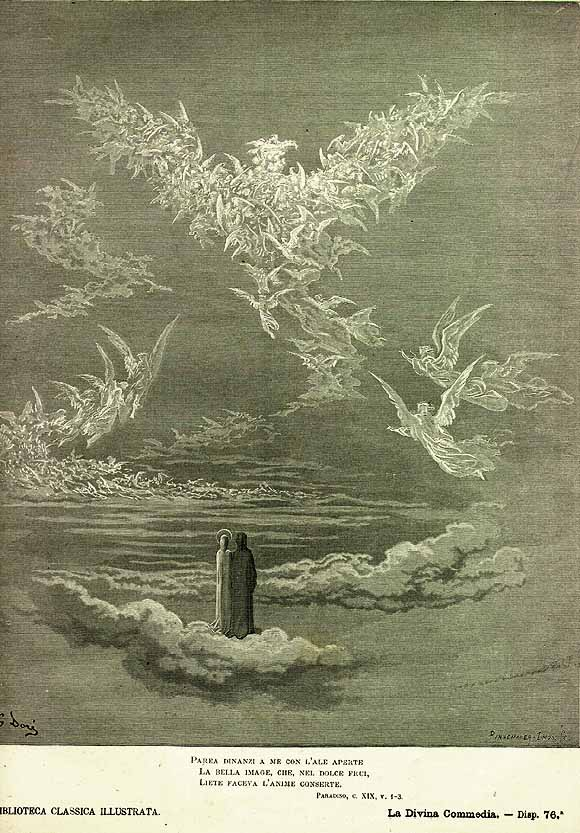
Dante et Béatrice contemplant l'aigle au Paradis. Guénon écrit que l'aigle, en tant que l'oiseau qui peut regarder le soleil en face, symbolise souvent l'intelligence intuitive ou la connaissance directe de la Lumière intelligible.

La multiplicité est ce qui caractérise le monde de la manifestation mais cette multiplicité n'existe que dans l'unité, : son existence indépendante est illusoire et sa réalité ne provient que de l'unité,. Guénon donne, à ce sujet, l'exemple du rêve où tous les personnages ou objets du rêve ne sont en fait qu'un produit de l'individualité. Si le rêveur est conscient qu'il rêve, il ne s'identifie pas à l'un des personnages mais comprend que tous les personnages, objets et évènements n'ont que la réalité qu'il leur donne et il n'est plus affecté par l'apparence de séparation et de multiplicité,. En ce qui concerne les états multiples de l’être et leur hiérarchie, Guénon donne l’exemple de deux facultés individuelles au sein du psychisme humain : le mental (dont le principal aspect est la raison), forme de conscience spécifique à l’espèce humaine, et l’élément sentimental ou affectif, forme de conscience mais liée plus fortement aux fonctions organiques du corps,.
D'après Guénon, la conscience est spécifique à certains états d'être individuels (comme les êtres humains ou les animaux) : la conscience est produite par l'intersection de « l'intelligence universelle »  (Buddhi dans l'hindouisme) et du plan individuel,.  Pour ces états, elle apparaît comme leur « raison d'être » car c'est par elle que ces états d'être participent à « l'intelligence universelle ». Mais cette conscience individuelle, qui est une conscience mentale chez l'être humain, n'est qu'un mode contingent de connaissance. La connaissance spirituelle va bien au-delà de la conscience individuelle,,. Guénon expose ensuite plusieurs principes très importants dans sa pensée :  il n'y a de métaphysique véritable que pour ceux qui comprennent que l'être ne se réalise que par la connaissance,. Il « s'assimile » tous les états d'être par la connaissance véritable qui implique une identification du sujet et de l'objet,. D'autre part, Guénon affirme que connaître et être ne sont que les deux faces inséparables de la même réalité et que la connaissance ultime est véritablement illimitée et s'identifie au « Principe », c'est-à-dire la « Possibilité universelle  »,. Il n'y a donc rien qui soit inconnaissable. Guénon affirme d'autre part (en accord avec Saint Thomas d'Aquin) qu'il y a identité du possible et du réel : « puisque tout possible est réalisé par la connaissance, cette identité, prise universellement, constitue la vérité en soi, car celle-ci peut être conçue comme l'adéquation de la connaissance à la « Possibilité totale »,» (la Possibilité totale s'identifie donc au réel). 
Guénon écrit, d'autre part, que la manifestation et donc tous les phénomènes (par exemple l'état humain) sont à la fois nécessaires et contingents sous des points de vue différents. Guénon explique que la manifestation dans sa totalité est de « mesure nulle », comme un point dans l'espace à trois dimensions, par rapport à l'« Infini ». Cela ne veut pas dire que cette manifestation n'est absolument rien (un néant). Le point existe par là même que l'espace existe, mais est il est rigoureusement un zéro d'étendue. La manifestation (ou l'« Existence »), qui est limitée, est de la même façon rien de plus par rapport au «  Tout universel » qui est l'« Infini ».  C'est cette « irréciprocité » qui explique le lien entre ce qui est manifesté et le« Principe »  et qui exclut tout panthéisme puisque si le « Principe » est bien dans toutes choses, il dépasse infiniment toute chose. Tout ce qui existe en mode transitoire est contenu de façon permanente dans le non-manifesté (le « Non-Être ») : il s'agit d'une manifestation contingente d'une possibilité de manifestation permanente dans la « Possibilité universelle ». C'est cette « racine »  permanente qui donne toute sa réalité à cette manifestation. Indépendamment de cette permanence, le manifesté ne possède aucune réalité, ce n'est qu'une illusion. Dans le langage théologique occidental, on dit que les possibles sont éternellement dans l'entendement divin (parfois assimilé par les théologiens au monde des Idées de Platon).  Est contingent ce qui n'a pas en soi sa raison suffisante. Jean-Marc Vivenza explique que d'après Guénon : « dès lors, selon qu'on la regarde comme inscrite dans la « Possibilité » [qui contient tout le non-manifesté qui assure la permanence au manifesté], ou bien comme dépendante de ce « Principe », on peut définir la manifestation, comme effectivement nécessaire, ou réellement contingente ».
Enfin, Guénon termine par une « preuve » métaphysique de la liberté. La possibilité de cette dernière, étant définie par l'absence de contrainte, apparaît  comme une conséquence directe de la non-dualité du « Non-Être ». Là où il n’y a pas de dualité, il n’y a pas de contrainte,. Pour prouver que la liberté est bien une possibilité d'être de la manifestation, il faut passer du « Non-Être » à l'« Être » et de la non-dualité à l'unité. Or, ce qui est un est un est aussi sans contrainte ce qui fait que la liberté se retrouve aussi dans le domaine de l'« Être »,. La liberté  est un attribut  de tous les êtres pas seulement des êtres humains. Dans la manifestation, la liberté ne peut être que relative. La liberté d'un être n'est pas liée à sa complexité mais au fait que cette complexité est plus ou moins unifiée effectivement. Plus important que la liberté individuelle, dit Guénon est la liberté prise dans un sens universel comme le rapport causal, l'instant métaphysique du passage de la cause à l'effet, la « cause »  de toute chose. Guénon répète à de nombreuses reprises que la durée, en particulier le temps, n'est possible d'aucune universalité  et demeure une notion purement contingente du monde manifesté. Le rapport ne peut donc pas être un rapport de succession et doit être envisagé sous aspect extra-temporel. Il déclare, soulignant ainsi que le mental ne peut saisir l'origine de cette causalité : « la conséquence de ceci, c'est que cet instant métaphysique qui nous paraît insaisissable, puisqu'il n'y a aucune solution de continuité entre la cause et l'effet, est en réalité illimité, donc dépasse l'Être [...] et est coextensif à la Possibilité totale elle-même ; il constitue ce qu'on peut appeler figurativement un « état de conscience », participant de la « permanente actualité » inhérente à la « cause initiale » elle-même ». Guénon insiste sur la dimension inexprimable que doit contenir tout exposé métaphysique, c'est dans cet inexprimable que se situe le plus important. Pour atteindre la liberté absolue, l'être doit atteindre la connaissance de cette « Possibilité universelle », : cet « être [...] est lui-même sa propre loi, parce qu'il est pleinement identique à sa raison suffisante, qui est à la fois son origine principielle et sa destinée finale».

## Réception
Jean-Pierre Laurant décrivit l'ensemble des États multiples de l'être, de L'homme et son devenir selon le Vêdânta et du Symbolisme de la Croix comme « certainement l'exposé le plus complet de métaphysique ésotérique que l'on puisse trouver » en Occident à l'époque moderne. 
Le livre est difficile à lire et fit l'objet de peu de commentaires bien qu'il joue un rôle central dans l'œuvre de Guénon. En raison de l'importance du sujet, certains auteurs catholiques s'essayèrent à critiquer l'ensemble de la métaphysique de Guénon : ainsi le Père Dandy écrivit que Guénon conclut que le monde n'existe pas. Le Père Peillaube et l'abbé Joseph Manson parlèrent de panthéisme malgré les précautions de Guénon. Beaucoup plus tard, Gérard Tronche déclara qu'en faisant une métaphysique du possible, Guénon avait confondu la connaissance métaphysique avec la connaissance logique. Pascal Ide vit dans la pensée de ce dernier un réel danger de « dissolution de l'individu ». Jacques Maritain, le frère ennemi de Guénon, publia lui aussi son œuvre majeure la même année (1932) : Les degrés du savoir. Maritain ne fit aucune allusion explicite à Guénon mais le visa directement. Il parla de « doctrines arrogantes [...] au nom de l'Orient », « d'hyperintellectualisme ésotérique » et que seul « l'amour, je dis l'amour surnaturel  », la charité,  peut opérer le dépassement qui mène à Dieu.  Guénon devait répondre que ce qu'il appelle la métaphysique n'a rien à voir avec de la spéculation pure mais relève de la connaissance « suprarationnelle ». Jacques Maritain, lorsqu'il devint ambassadeur de France au Vatican après la Seconde Guerre mondiale, demanda la mise à l'Index de l'œuvre de Guénon, demande qui n'aboutit pas par le refus de Pie XII et le soutien du cardinal Tisserant.
Plus importantes furent les critiques d'auteurs qui étudièrent en profondeur l'œuvre de Guénon tout en restant dans une ligne néo-thomiste : c'est surtout la notion de « Non-Être » au-delà de l'« Être » qui allait être critiquée. Les néo-thomistes avaient déjà rejeté le « Non-Être » du néoplatonisme. Ces critiques vinrent d'auteurs tels que Christophe Andruzac, Lucien Méroz et Paul Sérant. Alors que Guénon reprochait à Saint Thomas d'Aquin et Aristote, et à la suite toute la métaphysique occidentale, d'être restés à l'« Être », ces auteurs reprochèrent à Guénon en introduisant son « Non-Être » de ne plus faire la différence entre l'idéal et le réel. Paul Sérant écrivit : « l'idéal est ainsi systématiquement préféré à la réalité [...] la doctrine de Guénon aboutit [...] à un idéalisme du divin ».
Au contraire, d'autres auteurs catholiques allaient reprendre l'œuvre de Guénon pour la comparer systématiquement à la théologie chrétienne prétendant y voir de grandes similitudes,. Ils prétendirent voir une doctrine des possibilités de non-manifestation (« Non-Être ») non seulement chez des auteurs comme le Pseudo-Denys l'Aréopagite (lui-même très influencé par des pères de l'Église tels que Saint Grégoire de Nysse) ou Maître Eckhart mais aussi chez des théologiens comme Saint Thomas d'Aquin, faisant référence à toute la théologie négative. François Chenique y voit une double erreur : celle de Guénon qui a prétendu que la théologie scolastique s'arrêtait à l'« Être » et celle des auteurs néo-thomistes qui s'y arrêtaient effectivement refusants de voir que la théologie jusqu'au Moyen Âge comprenait bien une doctrine du « Non-Être ». Noël Maurice Denis, la fille du peintre Maurice Denis, qui fut l'amie de Guénon pendant ses études et une  néo-thomiste très proche de Maritain, reconnut, bien après la mort de Guénon, que les échanges entre Guénon et les catholiques de l'époque s'étaient nourris d'ignorance : pour faire un parallèle avec les doctrines orientales présentées par Guénon, « ce qu'il aurait fallu, et ce qui faisait défaut à l'époque, c'était une connaissance approfondie des origines chrétiennes, du Nouveau Testament, de la patristique orientale et occidentale et du Moye Âge non thomiste  ». Des comparaisons systématiques entre la doctrine des États multiples de l'être et le soufisme, et, dans une moindre mesure le bouddhisme tibétain, ont aussi été publiées, les auteurs prétendant y voir, là aussi, de grandes similitudes.

### Livres de René Guénon
- René Guénon, Introduction générale à l'étude des doctrines hindoues, Paris, Édition de la Maisnie, coll. « L'Anneau d'or », 1987 (réimpr. 1922, 1930, 1932, 1939, 1952, 1964, 1976, 1983, 1987, 1997), 5e éd. (1re éd. 1921), 320 p. (ISBN 2-85829-565-4, 978-2858295654 et 978-2857078838, lire en ligne)
- René Guénon, L'Homme et son devenir selon le Vêdânta, Paris, Éditions Bossart, 1925 (réimpr. 1925, 1934, 1941 (2e), 1946-1947 (3e), 1952 (4e), 1970, 1973, 1974 (5e), 1978,1981, 1984, 1991, 2001.) (1re éd. 1925), 258 p. (ISBN 2-7138-0065-X, lire en ligne).
- René Guénon, Le Symbolisme de la Croix, Paris, Guy Tredaniel Éditeur/Édition de la Maisne, 1984 (réimpr. 1950 (2e), 1956-1957 (3e), 1970, 1983, 1984, 1996 (recomposée sur la 2e), 1999, 2007), 3e éd. (1re éd. 1931) (ISBN 2-85707-146-9, lire en ligne)
- René Guénon, Les États multiples de l'être, Paris, Édition Guy Tredaniel, édition Véga, coll. « L'anneau d'or », 1984 (réimpr. 1947 (2e), 1957 (3e), 1973 (4e), 1980, 1984, 1989, 1998, 2008, 2009 (5e)), 3e éd. (1re éd. 1932), 106 p., 22cm (ISBN 2-85707-143-4, BNF 41310760, lire en ligne)
- René Guénon, Les Principes du Calcul infinitésimal, Paris, Gallimard (réimpr. 1951 (2e), 1981, 1988, 1993, 1995, 1997) (1re éd. 1946)
- René Guénon, Initiation et Réalisation spirituelle : Recueil Posthume, Saligny, Éditions Traditionnelles, 1952 (réimpr. 1964, 1967, 1973, 1980, 1983, 1986, 1989, 1990, 1994, 1998) (1re éd. 1952), 249 p. (ISBN 978-2-7138-0058-0)
- René Guénon, Autorité spirituelle et pouvoir temporel, Paris, éd. Guy Trédaniel, édition Véga, 1964 (1re éd. 1929), 118 p. (ISBN 2-85707-142-6, lire en ligne)

### Ouvrages collectifs au sujet de René Guénon et de la doctrine traditionnelle
- René Alleau, Colloque dirigé par René Alleau et Marina Scriabine: René Guénon et l'actualité de la pensée traditionnelle : Actes du colloque international de Cerisy-la-Salle: 13-20 Juillet 1973, Milan, Archè, 1980, 333 p. (ISBN 88-7252-111-4)
- Philippe Faure, Recueil d'articles sous la direction de Philippe Faure: René Guénon : L'appel de la sagesse primordiale, Paris, Cerf-Patrimoines, 2016, 523 p. (ISBN 978-2-204-10999-4 et 2-204-10999-1)
- Études Traditionnelles n. 293-295 : Numéro spécial consacré à René Guénon. Sans ISSN.
- Science sacrée, Numéro Spécial René Guénon : R. G. de la Saulaye, juin 2003.  (ISBN 2915059020).
- La Lettre G - Revue maçonnique en langue française et italienne. Sans ISSN.
- Sigaud, Pierre-Marie (éd.) : Dossier H René Guénon, L'Âge d'Homme, Lausanne.  (ISBN 2-8251-3044-3).
- (Collectif), René Guénon. Colloque du Centenaire Domus Medica, Le Cercle de lumière, 1996, 293 p.,  (ISBN 2-909972-00-3).
- Jean-Pierre Laurant, « Cahiers de l'Herne » : René Guénon : sous la direction de Jean-Pierre Laurant avec la collaboration de Paul Barba-Negra (ed.), Paris, Éditions de l'Herne, 1985, 457 p. (ISBN 978-2-85197-055-8)
- (Collectif), Quelle humanité ? demain…, Vers la Tradition, Châlons-sur-Marne (France). Sans ISSN.
- (Collectif), Il y a cinquante ans, René Guénon…, Éditions Traditionnelles, Paris.  (ISBN 2-7138-0180-X). (Notes.)
- (Collectif), Que vous a apporté René Guénon?, Dualpha, Paris, 2002.  (ISBN 2-912476-61-5)
- Narthex n° trimestriel 21-22-23 de mars-août 1978 (et semble-t-il dernier), Numéro spécial René Guénon constitué de deux contributions de Jean Hani et de Bernard Dubant (cette revue tirée à seulement 600 exemplaires est introuvable et ne peut être consultée qu'à la BN).

### Autres ouvrages au sujet de René Guénon
- Abd Ar-Razzâq Yahyâ (Ch.-A. Gilis) : Tawhîd et Ikhlâs, Aspects ésotériques, Le Turban noir, 2006, Paris.
- Xavier Accart, L'Ermite de Duqqi, Paris, Archè EDIDIT, 2001, 328 p. (ISBN 978-88-7252-227-1)
- Xavier Accart, René Guénon ou le renversement des clartés : Influence d'un métaphysicien sur la vie littéraire et intellectuelle française (1920-1970), Paris, Archè EDIDIT, 2005, 1222 p. (ISBN 978-2-912770-03-5)Préface d'Antoine Compagnon
- Barazzetti, Enrico : L'espace symbolique. Développements du symbolisme mathématique des états multiples de l'être, Archè, Milano, 1997.
- Batache, Eddy : Surréalisme et Tradition, Éditions traditionnelles. Sans ISBN.
- David Bisson, René Guénon, une politique de l'esprit, Paris, Pierre-Guillaume de Roux, 2013, 528 p. (ISBN 978-2-36371-058-1)
- Paul Chacornac, La Vie simple de René Guénon : Illustrations de Pierre Chaux, Paris, Les Editions Traditionnelles, 2000, 130 p. (ISBN 2-7138-0028-5)
- François Chenique, Sagesse chrétienne et mystique orientale : Préface de Jean Borella et postface de Jean-Pierre Schnetzler, Paris, Dervy, 1997, 654 p. (ISBN 978-2-85076-812-5)
- David Gattegno, Guénon : qui suis-je?, Puiseaux (France), Pardès, 2001, 128 p. (ISBN 2-86714-238-5)
- Geay, Patrick : Hermès Trahi : Impostures philosophiques et néo-spiritualisme d'après l'œuvre de René Guénon Dervy.  (ISBN 2-85076-816-2).
- Geay, Patrick : Mystères et significations du Temple maçonnique, Dervy, Paris, 2000.  (ISBN 2-84454-056-2). (Notes.)
- Charles-André Gilis, Introduction à l'enseignement et au mystère de René Guénon, Paris, Les Éditions de l'Œuvre, 1999, 144 p. (ISBN 2-904011-03-X)
- Gilis, Charles-André : Introduction à l'enseignement et au mystère de René Guénon, Les Éditions de l'Œuvre, Paris.  (ISBN 2-904011-03-X).
- Gilis, Charles-André : Les Sept Étendards du Califat, Éditions traditionnelles.  (ISBN 2-7138-0141-9).
- Gilis, Charles-André : René Guénon et l'avènement du troisième Sceau. Éditions Traditionnelles, Paris.  (ISBN 2-7138-0133-8).
- Grison, Pierre et Jean-Louis, Deux aspects de l’œuvre de René Guénon. France Asie, Saïgon, 1953.
- Grossato, Alessandro : Psychologie (attribué à René Guénon), Archè.  (ISBN 88-7252-231-5). (Notes.)
- Hapel, Bruno : René Guénon et l'Archéomètre, Guy Trédaniel, Paris.  (ISBN 2-85707-842-0).
- Hapel, Bruno : René Guénon et l'esprit de l'Inde, Guy Trédaniel, Paris.  (ISBN 2-85707-990-7).
- Bruno Hapel, René Guénon et le Roi du Monde, Paris, Guy Trédaniel, 2001, 258 p. (ISBN 2-84445-244-2)
- Jean-François Houberdon, La doctrine islamique des états multiples de l'être : dans les haltes spirituelles de l'émir 'Abd al-Qâdir, Paris, Editions Albouraq, 2017, 291 p. (ISBN 979-10-225-0153-8)
- Marie-France James, Ésotérisme et christianisme : autour de René Guénon, Paris, Nouvelles Éditions Latines, 1981, 476 p. (ISBN 2-7233-0146-X)
- Jean-Pierre Laurant, Le sens caché dans l'œuvre de René Guénon, Lausanne, Suisse, L'âge d'Homme, 1975, 282 p. (ISBN 2-8251-3102-4)
- Jean-Pierre Laurant, L'Ésotérisme, Paris, Les Éditions du Cerf, 1993, 128 p. (ISBN 2-7621-1534-5)
- Jean-Pierre Laurant, René Guénon, les enjeux d'une lecture, Paris, Dervy, 2006, 400 p. (ISBN 2-84454-423-1)
- Abdel-Halim Mahmoud, René Guénon, Un soufi d'Occident, Paris, AlBouraq, 2007, 182 p. (ISBN 978-2-84161-339-7 et 2-84161-339-9)
- Maxence, Jean-Luc : René Guénon, le Philosophe invisible, Presses de la Renaissance, Paris.  (ISBN 2-85616-812-4). (Notes.)
- Mercier, Raymond : Clartés Métaphysiques, Éditions Traditionnelles, Paris. Sans ISBN.
- Lucien Méroz, René Guénon ou la sagesse initiatique, Paris, Plon, 1962, 249 p. (ASIN B00745ODFW)
- Montaigu, Henry : René Guénon ou la mise en demeure. La Place Royale, Gaillac (France).  (ISBN 2-906043-00-1).
- Nutrizio, Pietro (e altri) : René Guénon e l'Occidente, Luni Editrice, Milano/Trento, 1999.
- Prévost, Pierre : Georges Bataille et René Guénon, Jean Michel Place, Paris.  (ISBN 2-85893-156-9).
- Reyor, Jean : Études et recherches traditionnelles, Éditions Traditionnelles, Paris.  (ISBN 2-7138-0134-6).
- Reyor, Jean : Quelques souvenirs sur René Guénon et les Études traditionnelles, « Dossier confidentiel inédit ».
- Reyor, Jean : Sur la route des Maîtres maçons, Éditions Traditionnelles, Paris. Sans ISBN.
- Patrick Ringgenberg, Diversité et unité des religions chez René Guénon et Frithjof Schuon, Paris, Ed. L'Harmattan, 2010, 384 p. (ISBN 978-2-296-12762-3, lire en ligne)
- Jean Robin, René Guénon,  témoin de la Tradition, Paris, Guy Trédaniel Éditeur, 1978, 348 p. (ISBN 2-85707-026-8)
- Sablé, Éric, René Guénon, Le visage de l'éternité, Éditions Points, 2013,  (ISBN 978-2-7578-2857-1).
- Sedgwick, Mark J. : Contre le monde moderne, Paris, Ed. Dervy, 2008, 396 p.
- Paul Sérant, René Guénon, Paris, Le Courrier du livre, 1977, 232 p. (ISBN 2-7029-0050-X)
- Abbé Henri Stéphane, Introduction à l'ésotérisme chrétien, Paris, Dervy, 2006, 500 p. (ISBN 978-2-84454-381-3)Traités recueillis et annotés par François Chenique, préface de Jean Borella.
- Tamas, Mircea A : René Guénon et le Centre du Monde, Rose-Cross Books, Toronto, 2007,  (ISBN 978-0-9731191-7-6)
- Tourniac, Jean : Melkitsedeq ou la tradition primordiale, Albin Michel, Paris.  (ISBN 2-226-01769-0).
- Tourniac, Jean : Présence de René Guénon, t. 1 : L'œuvre et l'univers rituel, Soleil Natal, Étampes (France).  (ISBN 2-905270-58-6).
- Tourniac, Jean : Présence de René Guénon, t. 2 : La Maçonnerie templière et le message traditionnel, Soleil Natal, Étampes (France).  (ISBN 2-905270-59-4).
- Jean Ursin, René Guénon, Approche d'un homme complexe, Paris, Editions Ivoire-Clair, 2005, 127 p. (ISBN 2-913882-31-5)
- Georges Vallin, La Perspective metaphysique, Paris, Dervy, 1990, 255 p. (ISBN 978-2-85076-395-3)
- Michel Vâlsan, L'Islam et la fonction de René Guénon, Paris, Publié dans les Études traditionnelles en Janvier-Février 1953 et devenu depuis le chapitre II de L'Islam et la Fonction de René Guénon, 1984-ii(lire en PDF sur le site de Science sacrée)
- Vâlsan, Michel : La fonction de René Guénon et le sort de l'Occident(lire en PDF sur le site de Science sacrée), Études traditionnelles, Paris, 1951
- Vâlsan, Michel : L'Islam et la fonction de René Guénon, Science sacrée, 2016  (ISBN 9782915059113)
- Michel Vâlsan, Références islamiques du « symbolisme de la croix », Paris, Publié dans les Études traditionnelles en 1971 et devenu depuis le chapitre V de L'Islam et la Fonction de René Guénon, 1984-v(lire en PDF sur le site de Science sacrée)
- Jean Vivenza, Le Dictionnaire de René Guénon, Grenoble, Le Mercure Dauphinois, 2002, 568 p. (ISBN 2-913826-17-2)
- Jean Vivenza, La Métaphysique de René Guénon, Grenoble, Le Mercure Dauphinois, 2004, 176 p. (ISBN 2-913826-42-3)
- Vivenza, Jean-Marc : René Guénon et le Rite Écossais Rectifié, Les Éditions du Simorgh, 2007.  (ISBN 2-915769-03-6).
- Vivenza, Jean-Marc : René Guénon et la Tradition primordiale, Les Éditions du Simorgh, 2012. (ISBN 2-915769-18-4).